# محوطه کرکمب
محوطه کرکمب مربوط به هزاره ۵ تا ۳ قبل از میلاد است و در شهرستان زرآباد دهستان غربی، ۴ کیلومتری غرب روستای جاماسکی واقع شده و این اثر در تاریخ ۲۶ اسفند ۱۳۸۷ با شمارهٔ ثبت ۲۵۸۷۴ به‌عنوان یکی از آثار ملی ایران به ثبت رسیده است.